# جوزيف أ. جيلمور
جوزيف أ. جيلمور هو سياسي أمريكي، ولد في 10 يونيو 1811 في ويستون في الولايات المتحدة، وتوفي في 7 أبريل 1867 في كونكورد في الولايات المتحدة. نشط حزبياً في New Hampshire Republican State Committee ‏ والحزب الجمهوري. وقد انتخب عضو مجلس ولاية نيوهامبشير ‏ وانتخب حاكم نيو هامبشاير ‏.